# 美川秀信
美川 秀信（みかわ ひでのぶ、1891年?（明治24年?） - 1940年（昭和15年）1月11日）とは、戦前の日本及び日本統治時代の朝鮮の水産業技師である。
また「日本マラソンの父」金栗四三と共に東京高等師範学校に入学した、金栗四三の熊本県の同郷の同級生として有名である。

## 生涯

### 金栗四三の同郷の同級生
熊本県玉名郡南関町の士族・美川家に生まれる。
玉名北高等小学校（現在の南関町立南関第三小学校）、旧制玉名中学校（現在の熊本県立玉名高等学校）を通して金栗四三の同級生であった。
そして1909年（明治42年）、美川は両親の勧めもあったが「東京へ行きたい」がために金栗を誘い、熊本県で行われた東京高等師範学校の出張入学試験を共に受け、熊本県からは4人の、そして玉名中学校から金栗四三と共に「たった2人の合格者」として東京高師に合格した。
1910年（明治43年）3月、金栗と共に上京し、口頭試験と身体検査も通り、旅費の関係で玉名中学の卒業式に出席せずに旅館に逗留し、2人で神田界隈をぶらついたり、上野辺りまで見物に出かけた。
そして同年4月10日、数学化学科の予科生として東京高等師範学校に入学した。

#### 金栗四三との富士山登山挑戦
その年の夏休み、故郷・熊本への帰り支度をしながら金栗から富士山登山に誘われ、美川も乗り気になった。
2人は東海道線御殿場駅で下車し、東京高師の制帽を被り、袴履きの和服姿、教科書が詰まった鞄を傘の柄に引っかけて、しかも下駄履きで、御殿場の登山口から富士山登山に挑んだ。そんな格好で富士山に挑んだため、午後1時から出立したが砂と石ころだらけの登山道に敵う訳もなく、下駄が滑って足の指から血が出てしまい、それでも五合目辺りで夕方になり、すっかり日が暮れてしまった七合目まで登り続けた。その時点で頂上制覇を諦め下山し、疲れ果てて御殿場に戻った時にはすっかり夜が更けていた。
それから2昼夜の汽車の車中で弁当を買うお金も無かったためお腹ペコペコな状態で矢部川駅（現在の瀬高駅）まで辿り着いた。それから美川の兄が勤めていた南関町の小学校へ、真夏の太陽に照らされながら、3里半の道のりを水ばかりを飲みながら歩き、昼過ぎにようやく小学校に辿り着き倒れ込んだ。
美川の兄は驚きながらもご飯をあげ、2人はむさぼりながらご飯を食べ、宿直室で翌朝まで泥のように眠りこけた。

#### 東京高師から姿を消す
そんな「思い出」を作りながらも、東京高師に入学してからの美川は東京の街で遊びほうけ、勉強をしなくなっていた。
「俺は教員になるつもりはない」「俺は教員が大嫌いだ」「教員になどなりたくない」。そう言っていた美川は予科の成績も落ちこぼれてしまった。そして本科生になることなく東京高師を辞め、姿を消してしまった。
金栗は「なんでも語り合える友」を失い寂しく感じていた。そして美川に忠告し説得し奮起させ、東京高師へと留まらせておけばよかった、と後悔した。

### 「水産講習所」入学
1912年（明治45年）、東京高師から姿を消した美川秀信は「農商務省水産講習所」（現在の東京海洋大学）本科製造科へ入学した。
ちなみに水産講習所への入学許可が公示された官報が出版された同年7月16日の2日前の7月14日は、金栗四三がストックホルムオリンピックのマラソン競技に出場し、「失踪した日」に当たる。

#### カムチャツカ半島での実習
1915年（大正4年）4月、美川は水産講習所の卒業の前に、実習生として同期生4名を含めた5名で、6ヶ月間のカムチャツカ半島への出張を命じられた。
同年5月7日、函館港を出航した一行は、カレイやタラやマダラを釣り上げたり、美川の同室の同僚とビールを一箱持ち出しほくそ笑みながらビールを飲んでいたらビール箱が見つかり怒られたり、宗谷海峡で船が流氷にぶつかり船内が阿鼻叫喚の騒ぎに陥ったが船全体への浸水は免れたものの船体の亀裂を見て流氷の恐怖を実感するなどをしながら、5月27日、カムチャツカ半島に到着した。そして美川は輸出食品会社の工場に配属され、学校での授業と実社会での実際の労働の違いに苦慮しながらも、厳しい実習をこなしていった。
そして美川は同僚と共に堤清六の堤商会によりオジョールナヤ基地に建設された缶詰工場へ見学に出かけている。またこの実習中に、実習の同僚の一人が病のため客死し、同僚たちと共に見送っている。
そして実習を終えた一行は9月13日にカムチャツカ半島を出航し、函館に到着。50円もの手当金と、金よりも得難い経験という収穫を得た。
この実習のために本来なら6月卒業となるところを10月卒業となり、同年10月15日、美川は水産講習所を卒業した。

### 下積み時代
その後、水産講習所助手を勤めた後、「日本醸造株式会社」に勤務、その後「中村水産研究所」と「中華鹽業株式会社」に勤務していた時期に中国・青島でも働いている。そして「星製薬株式会社」にも勤務していた時期もあった
ちなみにこの時期に、男爵・山川健次郎の長男であり、美川の水産講習所の恩師である水産学者・山川洵が出した論文に共著者として名を連ねている。

### 日本統治下朝鮮へ
1926年（大正15年／昭和元年）、美川は日本領朝鮮へと渡り、釜山の「朝鮮総督府水産試験場」の技手となる。
1932年（昭和7年）、美川は全羅南道麗水にあった「麗水公立水産学校」の教諭となる。製造課科主任に就任し、製造業の教育の他、教務主任も担当し、化学や国語：日本語など様々な教科を教え、また舎監も務めた。

#### 「京畿道水産試験場」初代場長
1937年（昭和12年）2月26日、美川は朝鮮産業技師に任命され、高等官7等の待遇を得た。そして同日、美川は京畿道仁川・月尾島に新たに設立された「京畿道水産試験場」の初代場長に就任した。また京畿道産業部産業課へも兼務で配属された。そして京畿道及び仁川の水産業の振興と発展に尽力した。なお、1937年（昭和12年）5月15日付で従七位に、1939年（昭和14年）8月1日付で正七位に叙せられている。また、同年6月30日付で高等官6等待遇となっている。

### 逝去
1940年（昭和15年）1月11日、正七位朝鮮産業技師・美川秀信は病のため朝鮮、仁川の地で逝去した。享年49。
わずかな奉職期間で若くして亡くなった美川はそれでも京畿道の水産業の振興と発展に大いに寄与し、水産試験場の職員や地元・仁川の人たちから慕われていた。そしてその死を多くの人びとが惜しんだ。そして仁川西本願寺で葬儀が営まれた。

### 逝去後
そして戦後、2018年（平成30年）の時点で、美川の親族は韓国・仁川の人たちと交流を持ち、韓国・仁川訪問の際には多くの人たちから大歓迎を受けたという。

## 関連作品
テレビドラマ
- NHK大河ドラマ『いだてん〜東京オリムピック噺〜』（2019年、演：勝地涼）

主人公：金栗四三の幼馴染みとして登場。東京高師時代は金栗四三の伝記を参照にされたが、以降は捜索の末に見付かった美川秀信の親族の了承を得た上で、ほぼオリジナルキャラクターとして扱われた。作中では戦後まで生存した設定となっている。なお演じていた勝地涼は、大河ドラマ「八重の桜」にて、本文で上述した論文共著者となった水産学者・山川洵の父親である男爵・山川健次郎を演じている。